# Napoleonaea vogelii
Napoleonaea vogelii är en tvåhjärtbladig växtart som beskrevs av William Jackson Hooker och Jules Émile Planchon. Napoleonaea vogelii ingår i släktet Napoleonaea och familjen Napoleonaceae. Inga underarter finns listade i Catalogue of Life.